# Diecezja Zhouzhi
Diecezja Zhouzhi (łac. Dioecesis Ceucevensis, chiń. 天主教盩厔教区) – rzymskokatolicka diecezja ze stolicą w Zhouzhi, w prowincji Shaanxi, w Chińskiej Republice Ludowej. Biskupstwo jest sufraganią archidiecezji xi’ańskiej.

## Historia
17 czerwca 1932 papież Pius XI brewe Cum Vicarius erygował prefekturę apostolską Zhouzhi. Dotychczas wierni z tych terenów należeli do wikariatu apostolskiego Xi’anfu (obecnie archidiecezja xi’ańska). 10 maja 1951 prefekturę apostolską Zhouzhi podniesiono do rangi diecezji.
Z 1950 pochodzą ostatnie pełne, oficjalne kościelne statystyki. Prefektura apostolska Zhouzhi liczyła wtedy:
- 23 397 wiernych (2,5% społeczeństwa)
- 24 kapłanów (22 diecezjalnych i 2 zakonnych)
- 12 sióstr i 10 braci zakonnych
- 91 parafii.

Od zwycięstwa komunistów w chińskiej wojnie domowej w 1949 diecezja, podobnie jak cały prześladowany Kościół katolicki w Chinach, nie może normalnie działać. Bp Louis Li Boyu był jednym z nielicznych biskupów wyświęconych przed prześladowaniami, którzy przeżyli rewolucję kulturalną, jednak zmarł niedługo po jej zakończeniu. Patriotyczne Stowarzyszenie Katolików Chińskich w swoich strukturach zlikwidowało diecezję Zhouzhi dzieląc jej terytorium pomiędzy diecezje Fengxiang, Sanyuan i Xi’an. Działa ona jednak w wiernym papieżowi Kościele podziemnym.
W 1982 sakrę biskupią przyjął Paul Fan Yufei. Nie została ona jednak uznana przez rząd pekiński, który uznał jedynie jego święcenia prezbiteratu. Bp Fan Yufei pracował jednak otwarcie. Podczas masowych aresztowań katolików w Shaanxi w 1992 zamknięty w areszcie domowym. Później władze próbowały go zdyskredytować wśród wiernych. Zmarł w 1995. Diecezja liczyła wtedy 31 księży, 100 sióstr zakonnych i około 50 000 wiernych - głównie rolników z biednych obszarów górskich, których przodkowie również byli katolikami.
W 2005 potajemnie i za zgodą papieża na biskupa został wyświęcony Joseph Wu Qinjing. Wcześniej Wu Qinjing był kapłanem Kościoła prorządowego. Po ujawnieniu informacji o sakrze bp Wu Qinjing został umieszczony przez policję w areszcie domowym w Xi’an. Patriotyczne Stowarzyszenie Katolików Chińskich odmówiło uznania go biskupem zarzucając mu uleganie wpływom Watykanu. Władze świeckie zaaprobowały go w 2015. Mógł wtedy powrócić do diecezji i jawnie pełnić posługę biskupią.

## Ordynariusze

### Prefekci apostolscy
- John Zhang Zhinan (1932 - 1940)
- Joseph Gao Zhengyi (1941 - 1951)

### Biskupi
- Louis Li Boyu (1951 - 1980)
- Paul Fan Yufei (1982 - 1995[2])
- Alphonsus Yang Guangyan (1995 - 2004)
- Joseph Wu Qinjing (2005 - nadal)